# Albert Vierling (General)
Albert Vierling (* 30. September 1887 in Weiden in der Oberpfalz; † 9. April 1969 in Gräfelfing) war ein deutscher General der Flieger im Zweiten Weltkrieg.

## Leben
Vierling trat 1907 als Fahnenjunker-Unteroffizier in die Bayerische Armee ein. Nach dem Besuch der Kriegsschule München wurde er am 26. Mai 1909 zum Leutnant befördert und diente im Telegraphen-Detachement. 1911 ließ Vierling sich zum Piloten ausbilden und nahm 1914/18 als Flieger am Ersten Weltkrieg teil. Zuletzt war er Hauptmann und hatte für seine Leistungen beide Klassen des Eisernen Kreuzes sowie den Militärverdienstorden IV. Klasse mit Schwertern erhalten. Nach Kriegsende in die Vorläufige Reichswehr übernommen, wurde Vierling im Zuge der weiteren Reduzierung der Armee 1920 aus dem Militärdienst entlassen.
1934 wurde Vierling zum Militärdienst reaktiviert. Während des Zweiten Weltkriegs wurde er mehrfach befördert, zuletzt am 1. Juni 1942 zum General der Flieger.
In seiner Eigenschaft als Kommandierender General und Befehlshaber des Luftgaues XXV stiftete Vierling 1943 die Ehrenplakette des Feld-Luftgaues XXV als Auszeichnung der deutschen Luftwaffe.
Noch vor Kriegsende wurde Vierling am 30. April 1945 in den Ruhestand versetzt.